# Epilobium griffithianum
Epilobium griffithianum är en dunörtsväxtart som beskrevs av Haussk.. Epilobium griffithianum ingår i släktet dunörter, och familjen dunörtsväxter. Inga underarter finns listade i Catalogue of Life.